# National Highways Authority of India

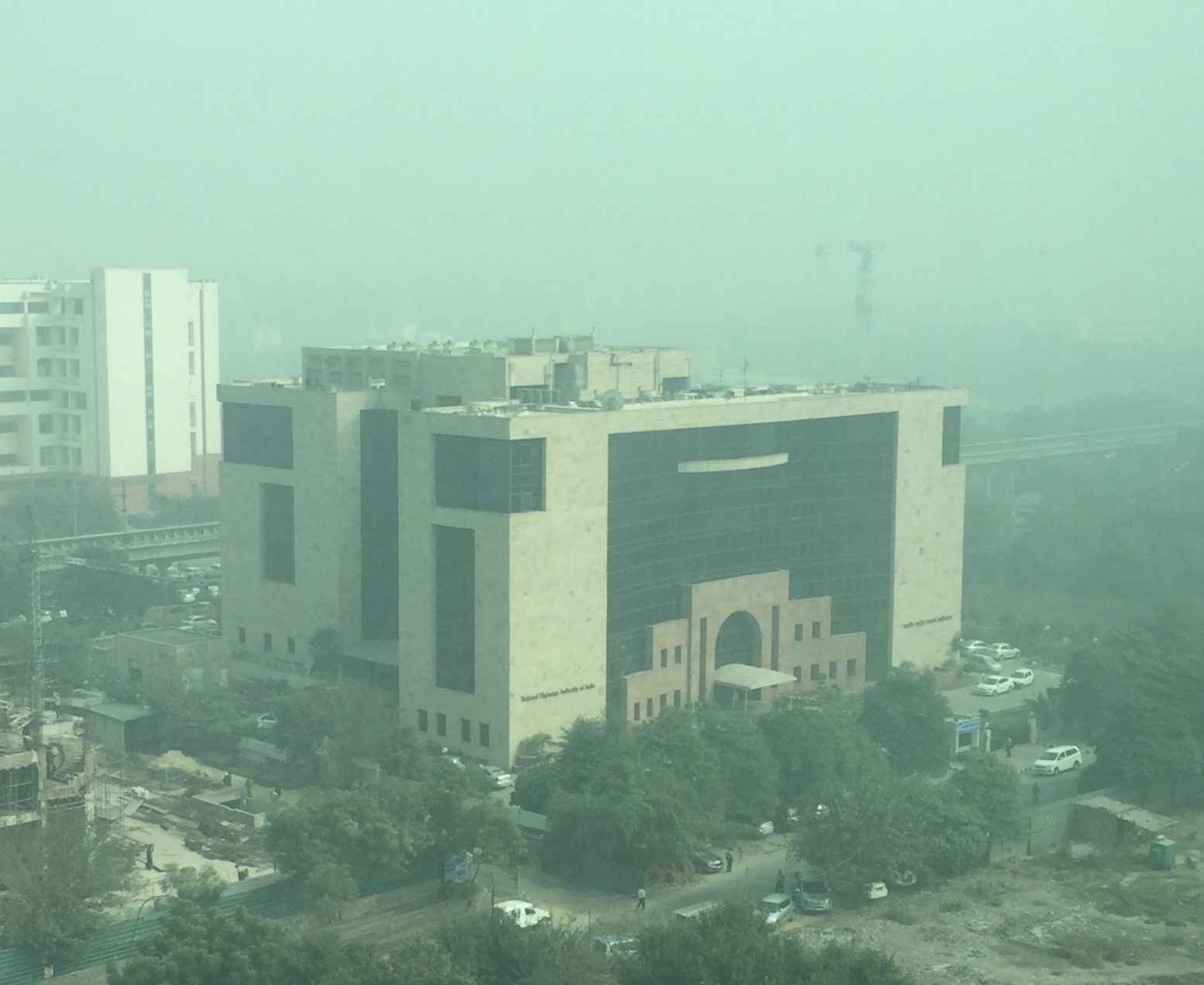
Verwaltungsgebäude der NHAI in Neu-Delhi

Die National Highways Authority of India (NHAI) (Hindi: भारतीय राष्ट्रीय राजमार्ग प्राधिकरण) ist eine selbständige Agentur der indischen Regierung. Die NHAI hat eine zentrale Rolle im Ministry of Road Transport and Highways. Die Agentur ist für ein Straßennetz von über 70.000 km verantwortlich.

## Geschichte
Die NHAI wurde durch die Verabschiedung des National Highway Authority of India Act 1988 gegründet. Im Februar 1995 wurde die Agentur formell selbständig.
Die NAHI ist für die Planung und den Bau, die Instandhaltung und den Betrieb der National Highways mit einer Gesamtlänge von 70.934 km (2011) verantwortlich.

## Projekte
Die NHAI hat unter anderem den Auftrag, das National Highways Development Project (NHDP) umzusetzen. Das Projekt ist in folgende Phasen eingeteilt
- Phase I: Genehmigt im Dezember 2000 mit geschätzten Kosten von 300 Milliarden Rupien. Dazu gehören das Golden Quadrilateral (GQ) und Teile des Nord-Süd-und–Ost-West Korridors, sowie die Anbindung der wichtigsten Seehäfen an die National Highways.
- Phase II: Genehmigt im Dezember 2003 mit geschätzten Kosten von 343 Milliarden Rupien: Fertigstellung des NS-OW Korridors und weiterer 486 km National Highways.
- Phase IIIA: Genehmigt im März 2005 mit geschätzten Kosten von 222 Milliarden Rupien: Vierspuriger Ausbau von 4035 km National Highways.
- Phase IIIB: Genehmigt im April 2006 mit geschätzten Kosten von 543 Milliarden Rupien: Vierspuriger Ausbau von 8074 km National Highways.
- Phase V: Genehmigt im Oktober 2006: Sechsspuriger Ausbau von 6500 km (darunter 5700 km im GQ) National Highways.
- Phase VI: Genehmigt im November 2006: Ausbau von 1000 km National Expressways.
- Phase VII: Genehmigt im Dezember 2007 mit geschätzten Kosten von 167 Milliarden Rupien. Dabei werden Ortsumgehungen und Kreuzungen ausgebaut um ausgewählte Engstellen zu beseitigen.

Die NHAI hilft bei der Umsetzung des Special Accelerated Road Development Programme for North Eastern Region (SARDP-NE); das Programm sorgt für den vierspurigen Ausbau von National Highways zwischen den Hauptstädten der Bundesstaaten im Nordosten Indiens.